# 岡山県専修学校一覧
岡山県専修学校一覧（おかやまけんせんしゅうがっこういちらん）は、岡山県の専修学校の一覧。

## 国立専修学校

### 瀬戸内市
- 国立療養所長島愛生園附属看護学校[1]

## 公立専修学校

### 赤磐市
- 岡山県農業総合センター農業大学校[2]

## 私立専修学校
岡山県内の私立専修学校・各種学校一覧（令和5年4月1日）より

### 岡山市

#### 北区
- 岡山科学技術専門学校
- 旭川荘厚生専門学院
- 岡山済生会看護専門学校
- 岡山赤十字看護専門学校
- 朝日医療大学校
- 一般社団法人岡山県歯科医師会立岡山高等歯科衛生専門学院
- 岡山歯科技工専門学院
- 西日本調理製菓専門学校
- 岡山県理容美容専門学校
- 専門学校岡山ビューティモード
- 専門学校岡山情報ビジネス学院
- 専門学校岡山ビジネスカレッジ
- 専門学校ビーマックス
- 岡山商科大学専門学校
- 専門学校岡山ファッションスクール
- 岡山情報ITクリエイター専門学校
- 中国デザイン専門学校（高等課程併設）
- 岡山理科大学専門学校
- インターナショナル岡山歯科衛生専門学校
- 岡山プロフェッショナル・ビューティ専門学校
- 岡山・建部医療福祉専門学校
- 独立行政法人国立病院機構岡山医療センター附属岡山看護助産学校
- 専修学校自由高等学院（高等課程単置）
- 大原ビジネス公務員専門学校岡山校

#### 中区
- ソワニエ看護専門学校
- 岡山医療福祉専門学校
- 専門学校ワールドオプティカルカレッジ

#### 東区
- 旭川荘厚生専門学院吉井川キャンパス

#### 南区
- 独立行政法人労働者健康安全機構岡山労災看護専門学校

### 倉敷市
- 倉敷看護専門学校
- 倉敷中央看護専門学校
- 専門学校川崎リハビリテーション学院
- 専門学校倉敷リハビリテーション学院
- 専門学校倉敷ビューティーカレッジ
- 専門学校倉敷ファッションカレッジ
- 山内服装専門学校
- くらしき総合福祉専門学校
- 岡山服飾ビジネス専門学校

### 津山市
- 津山中央看護専門学校

### 玉野市
- 玉野総合医療専門学校

### 真庭市
- 公益財団法人中国四国酪農大学校

### 美作市
- 美作市スポーツ医療看護専門学校

### 瀬戸内市
- 日本ITビジネスカレッジ

### 浅口市
- 専門学校岡山自動車大学校

### 都窪郡
- 関西書道専門学校